# Tempesta di fuoco

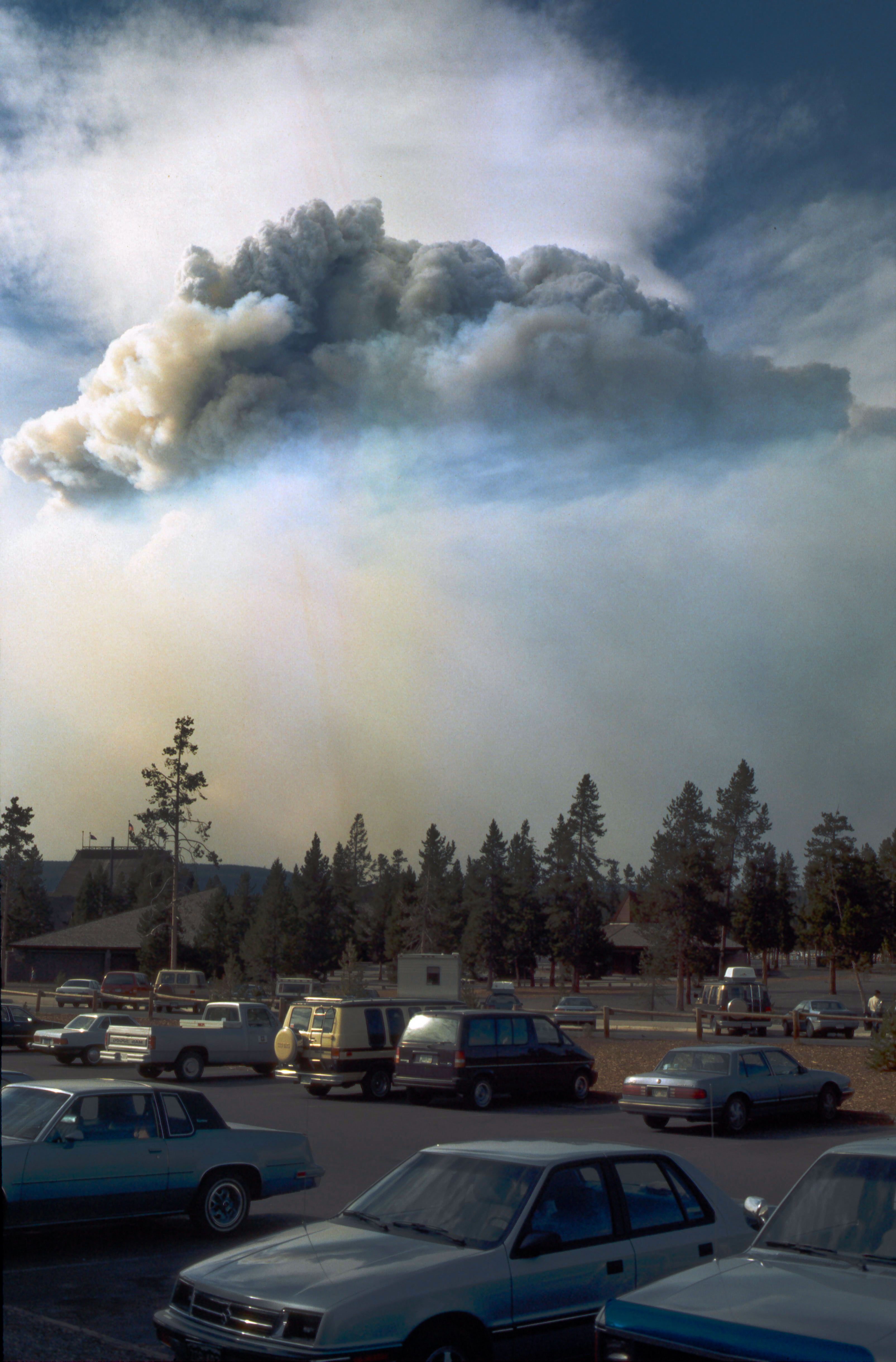
L'incendio del parco nazionale di Yellowstone del 1988

Una tempesta di fuoco è un incendio che raggiunge un'intensità tale da poter creare e sostenere un proprio regime di venti. È un fenomeno naturale comune, soprattutto durante grandi incendi boschivi. Nonostante questo termine sia stato utilizzato per descrivere alcuni grossi incendi, la caratteristica che determina il fenomeno sono i venti tempestosi all'interno dell'incendio. Le tempeste di fuoco possono scatenarsi anche in città, come effetto dell'uso di esplosivi e/o bombe (bombardamento di Amburgo, Dresda, Tokyo) e bombardamenti nucleari (Hiroshima).

## Meccanismo

Colonna termica generata da una tempesta di fuoco. L'incendio (1) riscalda l'aria che si innalza impetuosamente (2) creando una zona di bassa pressione che attira masse d'aria verso l'incendio (3)

Una tempesta di fuoco si crea come risultato dell'effetto camino, dove il calore dell'incendio tende a richiamare sempre più aria dall'ambiente circostante. Questo fenomeno può essere rapidamente accentuato dalla presenza di una corrente a getto sopra o vicino all'incendio. Quando la corrente ascensionale inizia a formarsi, forti raffiche di vento dirette verso il centro dell'incendio iniziano a svilupparsi intorno a quest'ultimo, alimentandolo con aria supplementare. Attirando aria – e quindi ossigeno – vi è un aumento della combustione e quindi della produzione di calore.
Secondo gli esperti, una tempesta di fuoco non incendia facilmente materiale troppo distante da essa. Durante la formazione di questo fenomeno gli incendi tendono a fondersi in una singola colonna convettiva di gas incandescenti, con forti venti associati. Di conseguenza, la tempesta di fuoco rimane stazionaria e il propagarsi dell'incendio è intralciato dai venti impetuosi.
Una tempesta di fuoco è caratterizzata da venti burrascosi che soffiano verso l'incendio, tutto intorno al perimetro di quest'ultimo, un effetto causato dalla spinta idrostatica della colonna di gas sopra l'incendio principale, attirando aria fresca dall'ambiente.
Gli incendi boschivi estesi si differenziano dalle tempeste di fuoco perché sono guidati dal vento e non sviluppano un proprio regime ventoso. Tempeste di fuoco sono state osservate dove un gran numero d'incendi bruciavano nella stessa area.
Le alte temperature bruciano tutto ciò che è infiammabile, fino al raggiungimento di un punto di non ritorno, cioè quando l'incendio ha bruciato il combustibile necessario perché la tempesta di fuoco mantenga un regime di venti tale da rimanere unita. Esaurito il carburante, la tempesta tende a dividersi in incendi isolati.
In aggiunta all'enorme nube di cenere prodotta dalla tempesta di fuoco, se le condizioni sono adatte, può avvenire una condensazione che forma un pirocumulo, o "nube di fuoco". 
Raramente, un pirocumulo può evolversi in un pirocumulonembo e produrre attività elettrica (fulmini secchi).